# Nigidius miwai
Nigidius miwai es una especie de coleóptero de la familia Lucanidae.

## Distribución geográfica
Habita en Corea del Sur.